# Little Rock Air Force Base
| Entrén till Little Rock Air Force Base med uppställd C-130 Hercules (som användes vid Saigons fall) samt flygplatsens uppställningsplats med stort antal C-130 i aktiv tjänst. |  | Entrén till Little Rock Air Force Base med uppställd C-130 Hercules (som användes vid Saigons fall) samt flygplatsens uppställningsplats med stort antal C-130 i aktiv tjänst. |
| Entrén till Little Rock Air Force Base med uppställd C-130 Hercules (som användes vid Saigons fall) samt flygplatsens uppställningsplats med stort antal C-130 i aktiv tjänst. |  | |

Little Rock Air Force Base är en militär flygplats (IATA: LRF, ICAO: KLRF, FAA LID: LRF) tillhörande USA:s flygvapen som är belägen i Pulaski County i delstaten Arkansas. Basen är belägen 27 km nordost om delstatshuvudstaden Little Rock och ligger närmast staden Jacksonville.
Basens värdförband är 19th Airlift Wing (19 AW) (som ingår i Air Mobility Command) och som är det enskilda förbandet i USA med det största antalet C-130 Hercules.

## Bakgrund

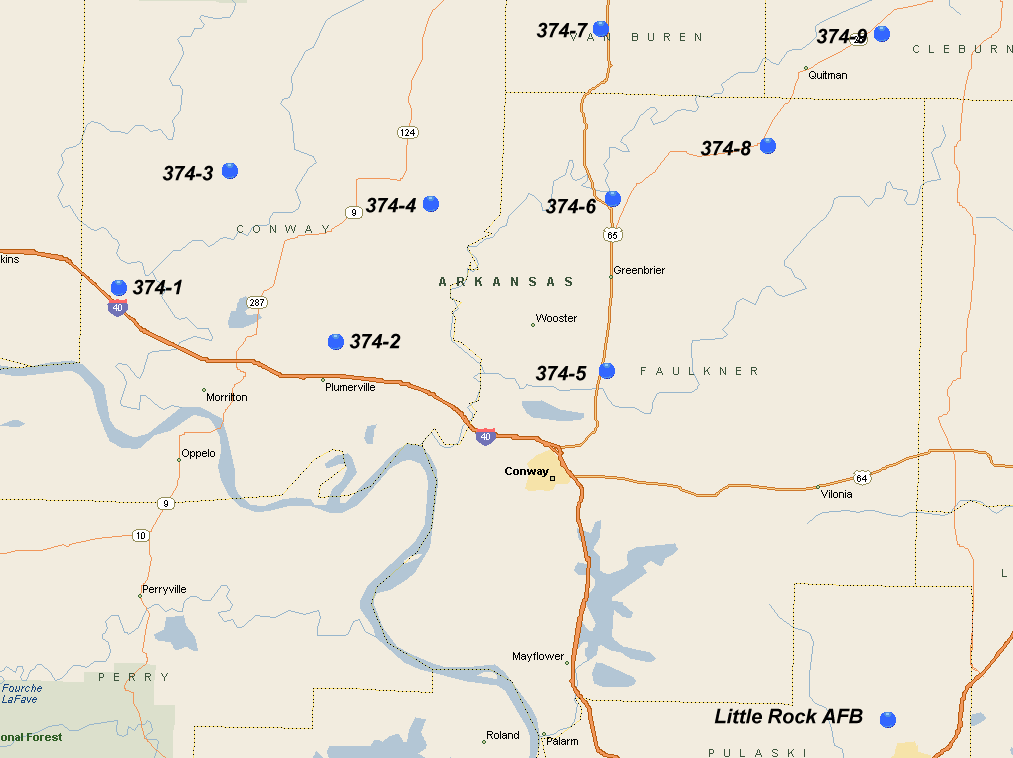
Karta över robotsiloer i drift mellan 1962 och 1987.

Bygget av basen ägde rum under det kalla kriget och den togs i bruk 1955. Ursprungligen var den avsedd för bombflygplan inom Strategic Air Command (SAC) som B-47 Stratojet. Från 1962 byggdes flera robotsiloer för interkontinentala ballistiska robotar av typ Titan II i den kringliggande omnejden och dessa kom att drivas genom 308th Strategic Missile Wing. På 1970-talet kom basens huvudinriktning att skifta från bombflyg till transportflyg med C-130 Hercules, även om robotorna kvarstod som en sidofunktion.
Den 18 september 1980 skedde den så kallade "Damascus-incidenten" vid robotsilo 374–7 då en tekniker utförde underhåll av en Titan II-robot och råkade av misstag tappa en hylsnyckel som träffade en av robotens bränsletankar och som orsakade en läcka av explosivt raketbränsle. Området evakuerades och bränslet exploderade följande dag och en person omkom. Stridsdelen W-53 med kärnvapenladdning kastades 30 meter upp i luften, men den detonerade inte pga dess säkerhetsfunktioner med redundanta system. 308th Strategic Missile Wing och dess robotar togs ur drift 1987.

## Verksamhet

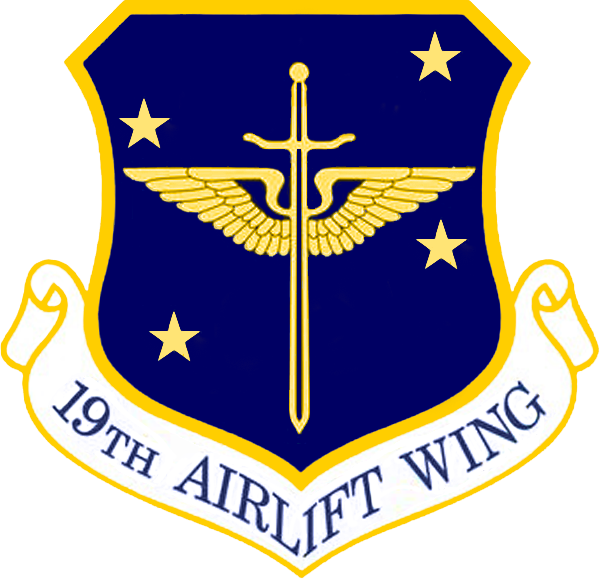
Heraldisk sköld för 19th Airlift Wing (19 AW).

Värdförbandet är 19th Airlift Wing (19 AW) som ingår in 18th Air Force och Air Mobility Command och som flyger med C-130 Hercules. Dessutom finns 913th Airlift Group som ingår i Air Force Reserve och som är associerad med 19 AW (dvs använder samma flygplan) och förstärker dem. Vidare finns även 189th Airlift Wing (189 AW) i Arkansas flygnationalgarde som även de flyger med C-130.
På basen finns även 314th Airlift Wing (314 AW) som ingår i Air Education and Training Command och som utgör den primära utbildningsfunktionen inom USA:s försvarsdepartement för utbildning av piloter, navigatörer och övrig besättningspersonal för de olika varianterna av C-130 Hercules.